# Calle de Luis de Góngora
La calle de Luis de Góngora es una breve vía de Madrid (en el barrio de Justicia del distrito Centro) entre la calle de Gravina y la calle de San Lucas, en el barrio de Chueca. Lleva este nombre desde 1961, según algunas fuentes en homenaje al poeta culterano del Siglo de Oro Español Luis de Góngora y Argote, cuando sustituyó el nombre escueto de calle de Góngora que tuvo antes, y que no se refería al poeta cordobés sino al ministro del Consejo de Castilla Juan Jiménez de Góngora, a quién Felipe IV de España encomendó la fundación del convento de la Concepción, con motivo del nacimiento del príncipe y futuro rey Carlos II.

## Historia
En el plano de Texeira (1656) apenas aparece trazada como calle, en tanto que en el de Espinosa de 1769 se rotula como plazuela del Duque de Frías, por el emplazamiento en ese lugar del palacio de esa familia. Tras la construcción del que sería llamado de forma popular convento de las Góngoras (por el segundo apellido del funcionario de Felipe IV encargado de hacerlo realidad en 1665, como ya se ha explicado), la pequeña calle comenzó a llamarse de Góngora, nombre simple que la alcaldía madrileña modificó el 13 de diciembre de 1961, (al parecer por pura ignorancia del origen del referido Góngora, también Luis pero no poeta y relacionado con otro Felipe), en honor del capellán de Felipe III de España, el poeta Luis de Góngora y Argote.
Volviendo al establecimiento religioso gestionado por el ministro Jiménez de Góngora, fue ocupado por María de Mendoza, la que fuera hija del embajador de Portugal Jerónimo de Barrios, que llegada a Castilla en 1624, y al no ser recibida en ningún convento, recibió el hábito de la Merced en 1626 y fundó la congregación en la que también militaría Mariana de Jesús. Tras cuarenta años de éxodo por diversos locales de Madrid, las beatas mercedarias descalzas ocuparon el nuevo edificio en esta calle, al cuidado de fray Juan de Santa María, vicario general de la orden mercedaria.

## La localización de Mesonero
Ramón de Mesonero Romanos la incluye en la crónica de sus paseos por El antiguo Madrid (1861) en esta detallada descripción de la zona:

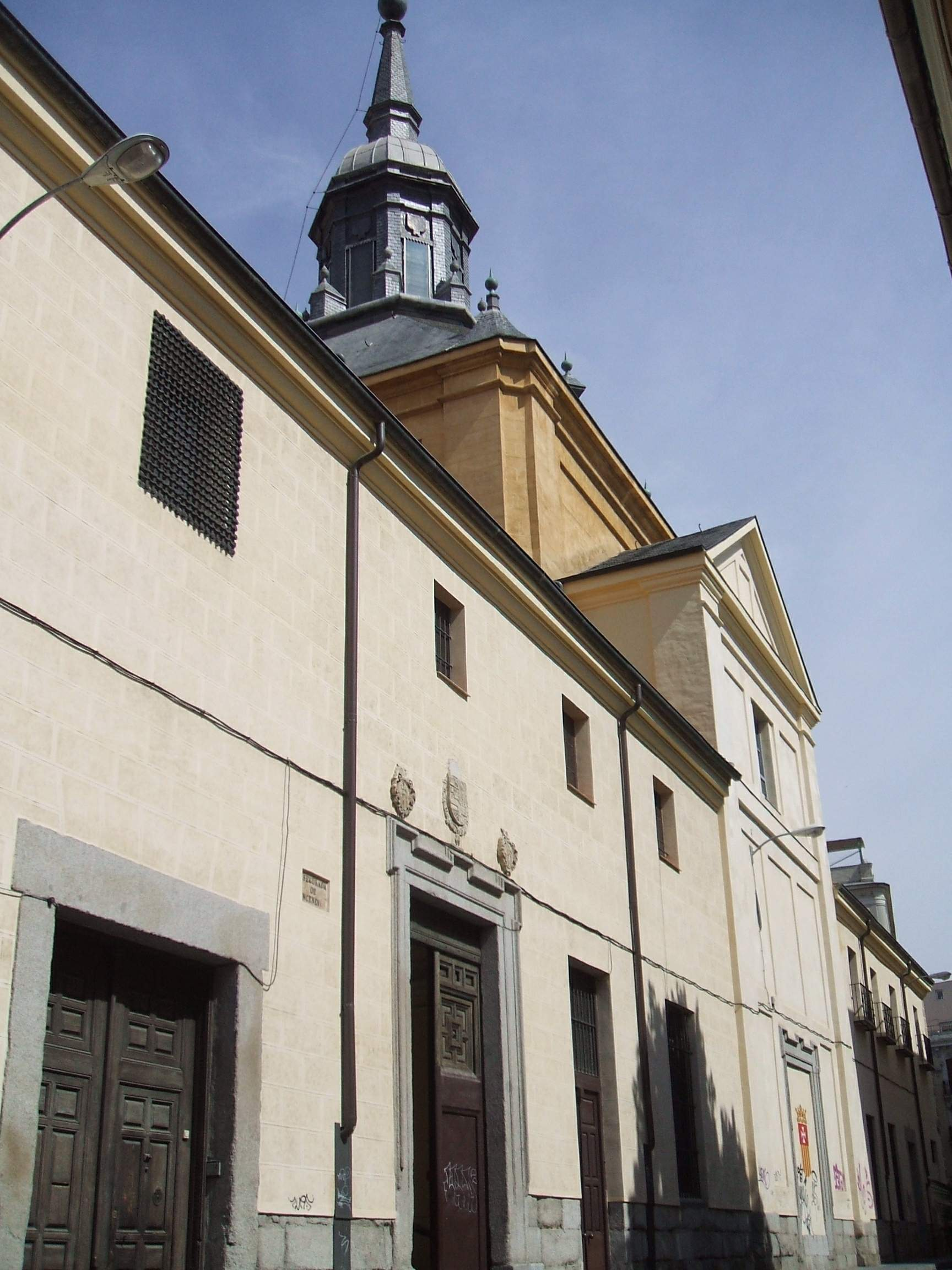
Fachada del convento de las Góngoras, en el número 5 de esta calle, esquina a San Lucas, en 2013.

A espaldas de la calle del Barquillo, y hasta la de Hortaleza, está el extendido trozo de caserío que llegará a ser en breve tiempo uno de los más importantes de Madrid, cuando haya acabado de recibir los cortes, rompimientos y mejoras reclamados por la necesidad y propuestos y aprobados en el plano de nueva alineación. Consisten aquéllos en el ya dicho rompimiento de la calle cerrada de San Marcos a la del Barquillo, y desde esta misma calle de San Marcos otra lateral a la de Góngora, por la huerta de las monjas de San Fernando, además del de la calle del Soldado, ya verificado hasta la de las Infantas; la supresión del cuartel, y continuación por su terreno de la calle llamada de la Libertad (antes de San Fernando y de Gravina); igualmente la de los viejos edificios en que estuvieron la Galera y las prisiones militares. Todo esto, vitalizando uno de los trozos más importantes del Madrid moderno hasta nuestros días se ha realizado ya.
 Ramón de Mesonero Romanos (1861)

## Edificios
Desaparecieron dos palacios señoriales, el ducal de los Frías, que estuvo en un solar pasada la calle del Piamonte y fue usado como embajada francesa hasta la muerte del dique de Reyneral, y el antiguo palacio de los duques de Béjar que durante un periodo fue Casa del Pueblo.
Se conservan la iglesia y convento de las Mercedarias Descalzas de la Purísima Concepción, más conocido como «Las Góngoras», declarado bien de interés cultural en la categoría de monumento por decreto de 8 de marzo de 2012.